# Îles Scott
Ne doit pas être confondu avec Île Scott.
Les Îles Scott sont un groupe d'îles situées au large de la pointe nord-ouest de l'île de Vancouver, en Colombie-Britannique au Canada.

## Géographie
Les îles Scott sont situées à environ 10 kilomètres (6,4 miles) au large du parc provincial de Cape Scott (en). La chaîne se compose des îles Lanz, Cox, Sartine, Beresford et Triangle, ainsi que de plusieurs îlots et rochers plus petits.

## Écologie
Les îles Scott se distinguent par leurs importantes populations d'oiseaux de mer, notamment les guillemots de Brünnich, les macareux moines, les guillemots marbrés et 55 % de la population mondiale de Stariques de Cassin qui se reproduisent, ainsi que par leurs importantes populations d'otaries de Steller et de Sebastes. Les loutres de mer ont récemment recolonisé les îles.

## Conservation
Les îles de Lanz et Cox sont toutes deux protégées par le parc provincial des îles de Lanz et Cox, qui est ouvert au public. Sartine, Triangle et Beresford sont toutes des réserves écologiques, qui sont fermées au public.